# Hürth
Hürth è una città del circondario del Reno-Erft, nello stato federato della Renania Settentrionale-Vestfalia, in Germania.

## Geografia fisica

### Posizione
Hürth è situata a circa 9 km a sud-ovest di Colonia, sul versante nord-orientale del parco naturale Kottenforst-Ville.

### Suddivisione amministrativa
La città, che consiste di 13 villaggi una volta indipendenti, è sostanzialmente costituita da numerose frazioni e centri commerciali distribuiti su un'area relativamente grande, intervallata da laghi e tratti di foresta. I 13 distretti sono:
- Alstädten/Burbach
- Alt-Hürth
- Berrenrath
- Efferen
- Fischenich
- Gleuel
- Hermülheim
- Hürth-Mitte
- Kalscheuren
- Kendenich
- Knapsack
- Sielsdorf
- Stotzheim

## Storia
Il 1º aprile 1930, le comunità rurali di Hürth (con Alstädten e Knapsack), Berrenrath, Fischenich, Gleuel (con Sielsdorf e Burbach), Hermülheim e Kendenich (con Kalscheuren) furono unificate in un'unica comunità ribattezzata Hürth. Dopo il fallito tentativo, nello stesso anno, dell'allora sindaco di Colonia, Konrad Adenauer, di incorporare Efferen, quest'ultima fu associata a Hürth nel 1933, insieme a Stotzheim. Hürth diventò così la più grande comunità rurale della Germania fino al 1978, quando cessò di essere una comunità rurale per diventare un quartiere di Colonia, dato che lo sviluppo di Efferen aveva colmato la distanza che divideva la città di Colonia da Hürth.

## Aziende
La città di Hürth ospita la sede di Action Concept, la casa produttrice del celeberrimo telefilm tedesco Squadra Speciale Cobra 11.

## Stemma
Lo stemma di Hürth mostra l'aquila, simbolo appartenente allo stemma della famiglia del Cav. Hurth von Schönecken, la croce di Colonia e la ruota dentata che fa riferimento all'industria pesante del luogo. Fu assegnata alla comunità il 26 ottobre 1934 dal Ministro di stato prussiano.

## Amministrazione

### Gemellaggi
- Argelès-sur-Mer (Francia) dal 1988
- Kabarnet (Kenya) dal 1988
- Skawina (Polonia) dal 1996
- Spijkenisse (Paesi Bassi) dal 1966
- Thetford (Inghilterra, Regno Unito) dal 1966
- Burhaniye (Turchia), dal 2011
- Schönefeld (Germania)
- Ismaning (Germania)
- Bajangol (Mongolia)
- Les Ulis (Francia)
- Roztoky (Praha-západ) (Repubblica Ceca)
- Peremyšljany (Ucraina)